# Lestes jurzitzai
Lestes jurzitzai – gatunek ważki z rodziny pałątkowatych (Lestidae).